# Læsø, sydlige del
Læsø, sydlige del este o arie protejată (arie de protecție specială avifaunistică — SPA) din Danemarca întinsă pe o suprafață de 102.714 ha, din care 88 % marine.

## Localizare
Centrul sitului Læsø, sydlige del este situat la coordonatele 57°07′17″N 11°04′43″E / 57.121389°N 11.078611°E.

## Înființare
Situl Læsø, sydlige del a fost declarat arie de protecție specială avifaunistică în mai 1983 pentru a proteja 18 specii de animale.

## Biodiversitate
Situată în ecoregiunile continentală și marină Atlantică, aria protejată nu include niciun habitat protejat.
La baza desemnării sitului se află mai multe specii protejate de  păsări (18): ciuf de câmp (Asio flammeus), Branta bernicla bernicla, fugaci de țărm (Calidris alpina), Calidris alpina schinzii, lebădă de iarnă (Cygnus cygnus), cocor (Grus grus), sitar de mal nordic (Limosa lapponica), rață catifelată (Melanitta fusca), rață neagră (Melanitta nigra), Mergus serrator, bătăuș (Philomachus pugnax), ciocântors (Recurvirostra avosetta), eider (Somateria mollissima), chiră mică (Sterna albifrons), chiră de baltă (Sterna hirundo), Sterna paradisaea, chiră de mare (Sterna sandvicensis), fluierar de mlaștină (Tringa glareola).